# Live-View

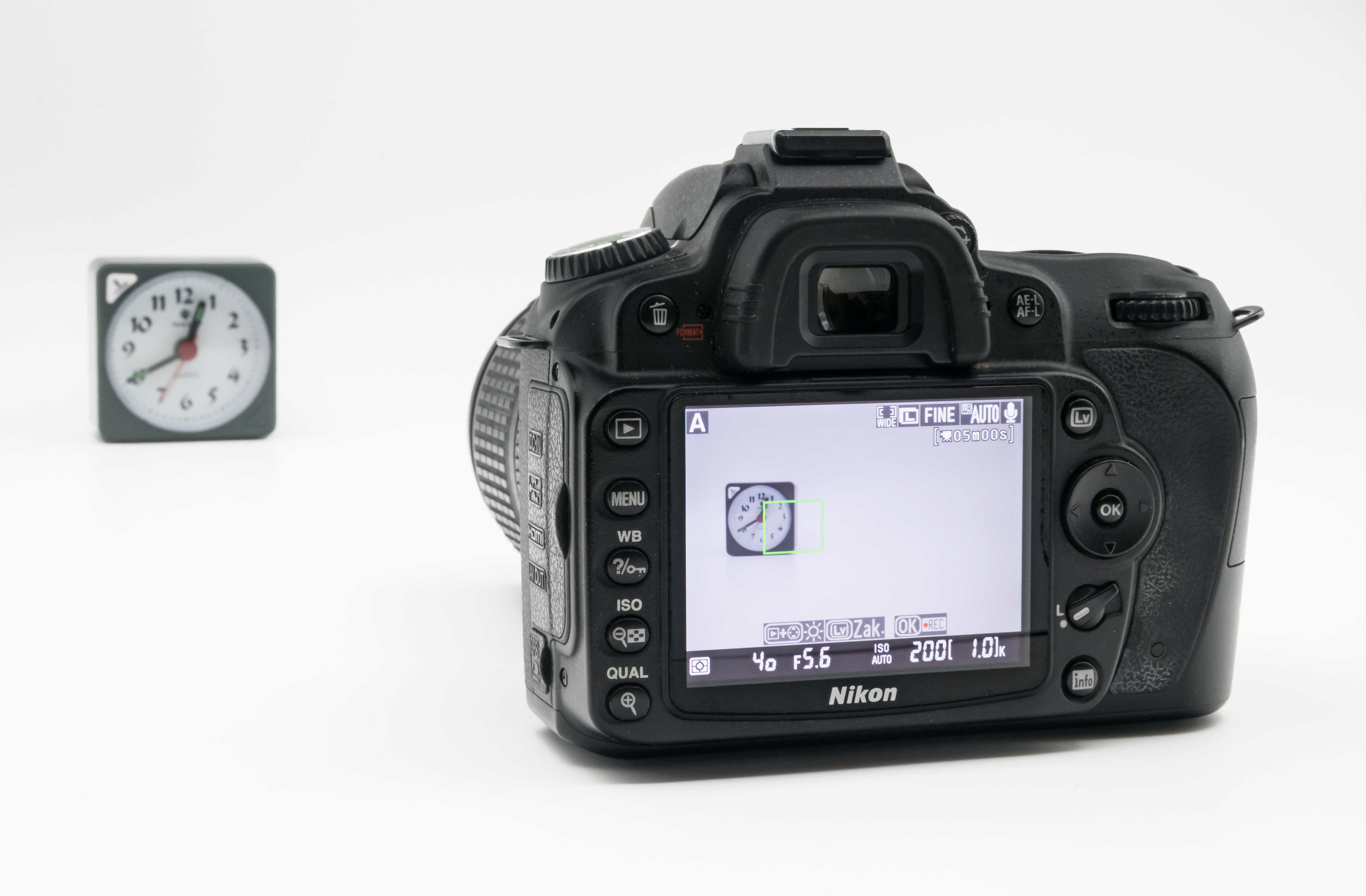
Live-View auf dem Monitor einer digitalen Spiegelreflexkamera

Als Live-View (englisch auch Live Preview) bezeichnet man ein bei Digitalkameras und Camcordern eingesetztes System, das es ermöglicht, die Bildkomposition nicht über einen optischen Sucher, sondern über den eingebauten Bildschirm vorzunehmen. Hierzu wird das elektronische Signal des Bildsensors in Echtzeit (live) an den Bildschirm übertragen.

## Technische Entwicklung
Die erste nichtprofessionelle Digitalkamera mit einem Flüssigkristallbildschirm und Live-View brachte Casio mit der QV-10 im Jahr 1995 auf den Markt. Andere Hersteller arbeiteten an ähnlichen Lösungen, und keine fünf Jahre später war Live-View bei digitalen Kompaktkameras zum Standard geworden.
Erst später bürgerte sich Live-View auch bei digitalen Spiegelreflexkameras ein. Die erste DSLR, bei der alternativ zum optischen Sucherbild ein Live-View möglich war, war die Olympus E-330 von 2006.
Im September 2008 wurde mit der Panasonic LUMIX DMC-G1 die erste spiegellose Systemkamera mit elektronischem Sucher vorgestellt, bei der man über diesen oder über den Monitor auf der Rückseite der Kamera ausschließlich mit Live-View arbeitet. Da Smartphones und Tablets auf optische Bildkompositionseinstellungen verzichten, ist ein Live-View-Modus auf diesen Geräten Standard.

## Vorteile
- Die Ansicht kann alle für das Bild getroffenen Einstellungen der Kamera, also die Bildhelligkeit, die Schärfentiefe, den Weißabgleich und die Auswirkung der Belichtungszeit[6] einigermaßen realistisch abbilden. Dies ist bei den meisten Kameras die Regel. Für bestimmte Aufnahmesituationen, insbesondere, wenn man einen Blitz benutzen möchte, sollte dieser Modus abschaltbar sein, weil der Blitz während der Voransicht nicht zur Verfügung steht.
- Es können zusätzliche Bildinformationen, wie zum Beispiel ein Histogramm mit der Verteilung der Helligkeiten, im Bild angezeigt werden.[7]
- Mit Hilfe der Softwarelupe wird die manuelle Entfernungseinstellung vereinfacht. Mit der vorhandenen Hardware kann ein beliebiger Bildausschnitt mit variablem Vergrößerungsfaktor dargestellt werden. Bei optischen Suchern ist dies bei hinreichender Bildschärfe des Sucherbildes mit zusätzlichen Sucherlupen möglich, die das Blickfeld jedoch auf einen Ausschnitt aus der Bildmitte beschränken.[8]
- Durch die Hervorhebung scharf abgebildeter Strukturen (Fokus-Peaking) wird die manuelle Entfernungseinstellung vereinfacht. Die Firmware ermittelt Kanten mit starkem Kontrast und stellt diese Linien mit einer auffälligen Farbe oder besonders hell dar.
- Bei schwenk- oder klappbaren Monitoren kann das Monitorbild des Motivs zum Auge des Betrachters ausgerichtet werden. Damit sind auch Aufnahmen über Kopf, vom Boden aus oder gar Selbstporträts möglich.
- Beim Live-View können direkt vor der Aufnahme automatisch Informationen über die Bildschärfe und die Helligkeit in beliebigen Bildpartien gewonnen werden. Darauf beruhen einige Motivautomatikfunktionen moderner Kameras wie zum Beispiel Gesichtserkennung.
- Die Bildschärfe kann exakt dort ermittelt werden, wo bei der Aufnahme das Bild entsteht, nämlich durch den Bildwandler selbst, wenn dieser für die Live-View-Anzeige zuständig ist. Da kein weiterer Fokussensor erforderlich ist, entfallen prinzipbedingt Fokussierungsfehler, die durch schlechte Justierung entstehen.[9]
- Die Helligkeit des aufzunehmenden Bildes kann bei Überbelichtung leicht überwacht werden, in dem in den entsprechenden Bildbereichen zum Beispiel eine Zebramusterung oder auffällige Warnfarben angezeigt werden.[10]
- Die Helligkeit und der Kontrast des angezeigten Bildes können bei ungünstigen Beleuchtungsverhältnissen oder bei der Verwendung großer Arbeitsblendeneinstellungen angepasst werden. Bei Nachtaufnahmen, kann die Helligkeit dem Umgebungslicht angepasst werden.[11]
- Die Anzeige auf dem Bildschirm kann unterschiedlichen in der Kamera eingestellten Aufnahmeformaten, wie zum Beispiel 4:3, 3:2 oder 16:9, sowie Ausschnittvergrößerungen beim Digitalzoom angepasst werden.
- Das gesamte Sucherbild kann in der Größe variiert werden, um das Motiv entweder möglichst groß und detailreich oder übersichtlich und schnell wahrnehmen zu können.[12]
- Der Live-View erlaubt immer eine exakte Kontrolle des Bildwinkels, also auch beim Digitalzoom, über einen sehr großen Zoombereich oder bei Nahaufnahmen.
- Bei der Erstellung von Panoramabildern aus Einzelbildern (Stitching) können im Live-View-Modus nach der ersten Aufnahme Konturen oder Ausschnitte der bereits registrierten Aufnahmen angezeigt werden, um die Passgenauigkeit der Anschlussbilder zu verbessern.
- Da es keine optische Verbindung zwischen einem rein optischen Sucher und dem Bildsensor gibt, kann auch kein indirektes Licht von außen durch das Okular des optischen Suchers auf den Bildsensor gelangen, was insbesondere bei Langzeitbelichtungen zu Falschlicht führen kann.
- Live-View steht auch bei Videoaufnahmen dauerhaft zur Verfügung. Das Bild kann nach einer Aufnahme eingefroren angezeigt werden, so dass es nicht wie bei Spiegelreflexkameras dunkel wird. Seit 2017 gibt es Kameragehäuse, die sogar beim Fotografieren von Serienbildern ein kontinuierliches Sucherbild anzeigen.[13]
- Bei einigen Kameras mit berührungsempfindlichen Bildschirm und elektronischem Sucher kann der Bildschirm während der Benutzung des Suchers zur Steuerung der Kamera verwendet werden, wie zum Beispiel bei der Auswahl von im Sucherbild eingeblendeten Informationen, wie einem Menüpunkt, dem Autofokus-Bereich oder der Lage des Histogramms.[14]

### Beispielbilder
Die folgenden Bilder zeigen einige Beispiele für erweiterte Realität im Live-View während der Bildaufnahme:

Live-View mit ...
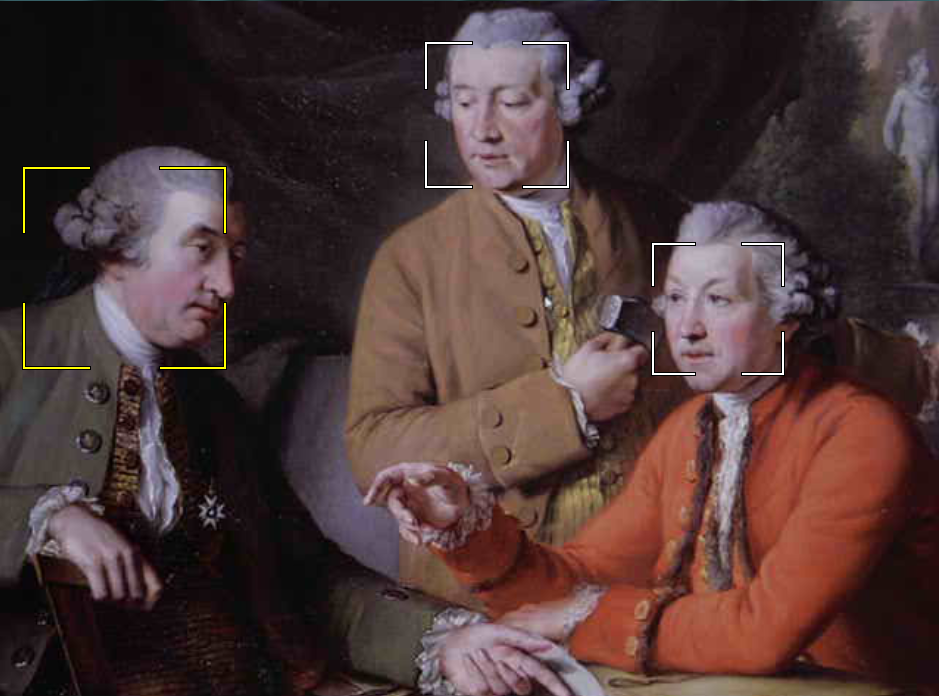
… Markierungen um die erkannten und scharf eingestellten Gesichter
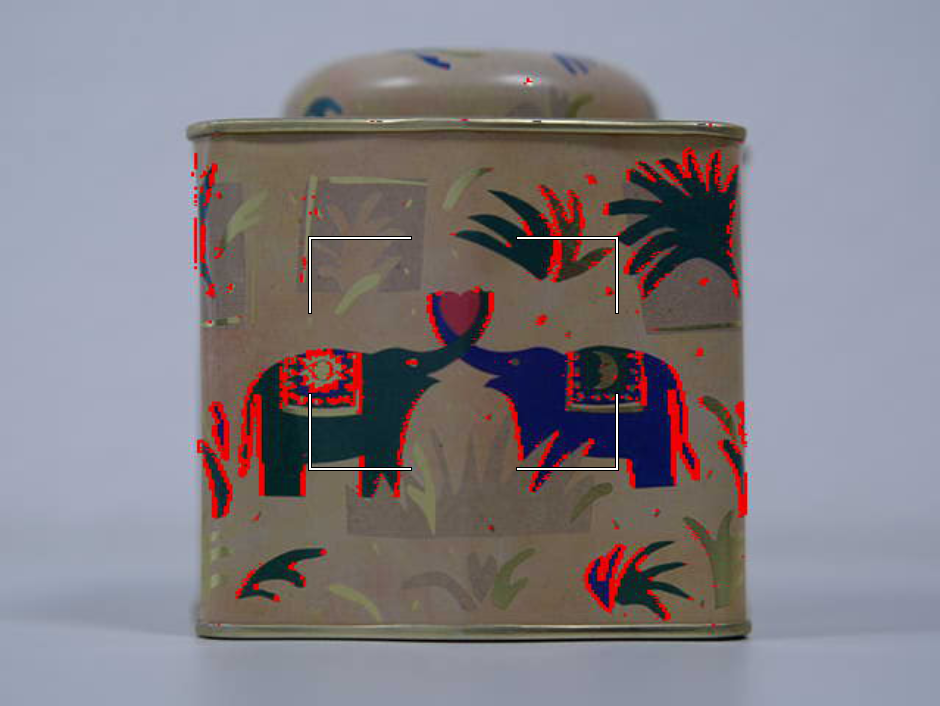
… rot markierter Hervorhebung aller scharf eingestellten Kanten (Fokus-Peaking)
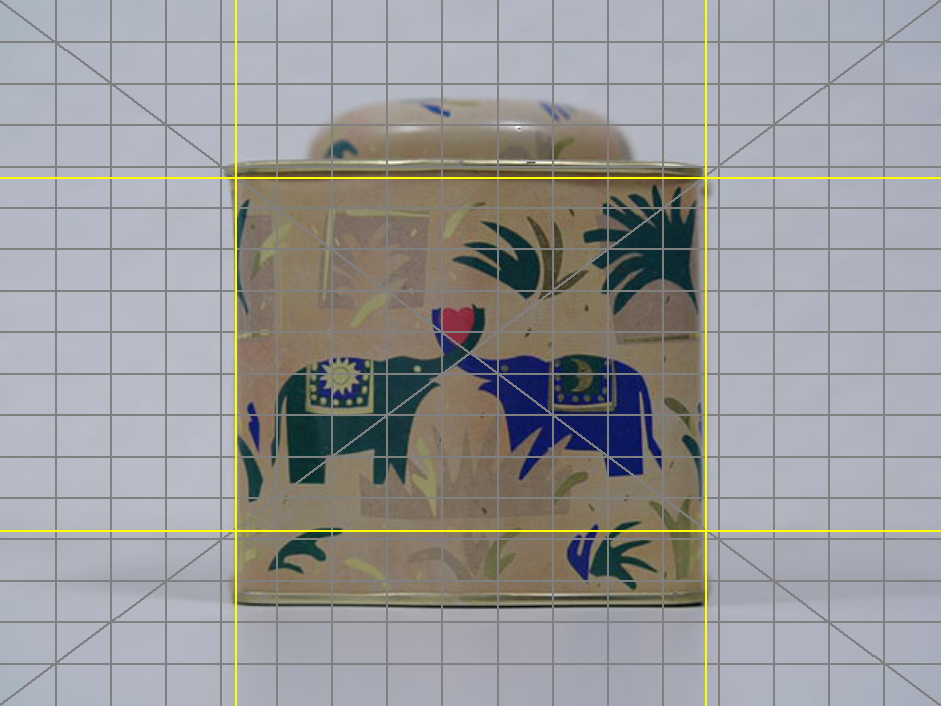
… Gitter- und Rasterlinien zur Ausrichtung von Objektkanten
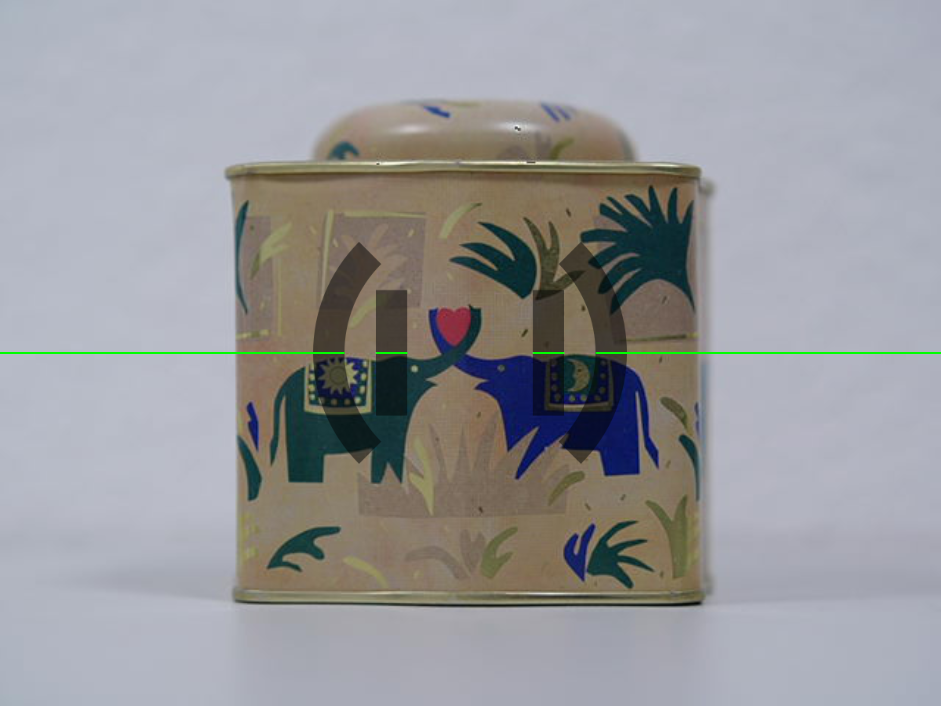
… Hilfslinien zur lotrechten Ausrichtung der Kamera (Rollen und Nicken)
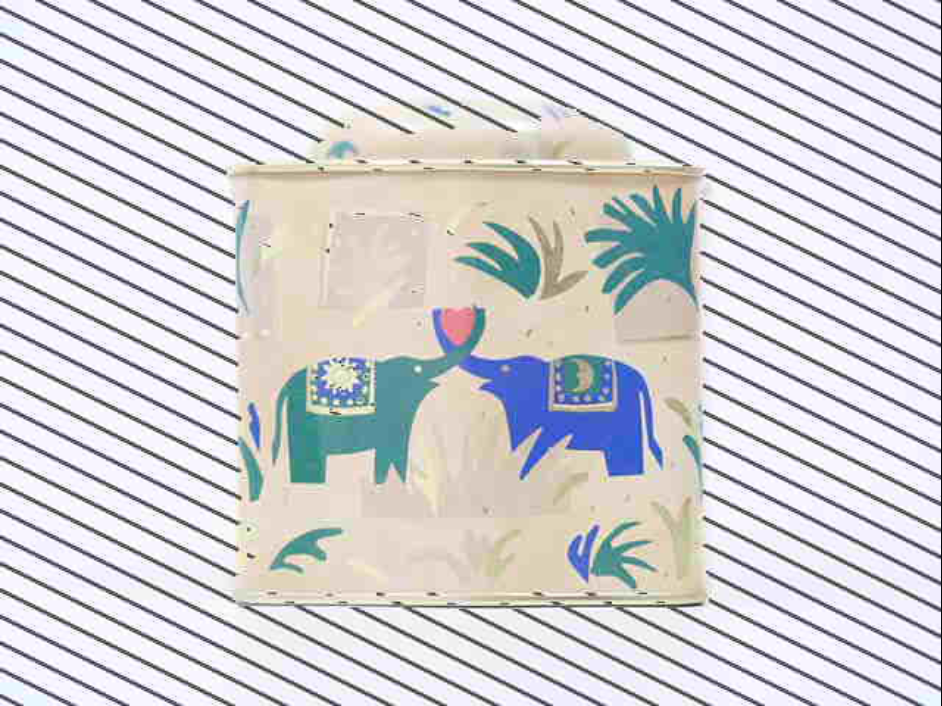
… Zebramustern zur Kennzeichnung der überbelichteten Bildbereiche

## Nachteile
- Elektronische Sucher oder Bildschirme erhöhen den Stromverbrauch der Kamera und verkürzen die Betriebszeit pro Akkuladung. Kameras, die mit einem Augensensor am Sucher ausgestattet sind, können diesen automatisch und nur dann aktivieren, wenn der Sucher verwendet wird. Wenn der Sucher zur Wiedergabe von aufgenommenen Bilder benutzt wird, kann der Bildsensor deaktiviert bleiben.[15]
- Bei sehr tiefen Betriebstemperaturen kann eine Flüssigkristallanzeige verzögert sein oder ganz ausfallen.
- Für eine permanente Anzeige des Bildes muss der Bildwandler ununterbrochen in Betrieb sein, wozu er Energie benötigt und wodurch er sich erwärmt. Dies wirkt sich generell ungünstig auf das Bildrauschen aus und konnte bei CCD-Sensoren zu Überhitzung der Kamera führen.[16]
- Die automatische Entfernungseinstellung beruht beim Live-View oft auf einer Kontrastmessung, die zwar über die Signale des Bildsensors in der Lage sehr variabel verfügbar ist, jedoch bei der Auswertung aufwendiger ist, als die mit entsprechenden Zusatzvorrichtungen durchgeführte Phasenvergleichsmessung, wie sie üblicherweise in Spiegelreflexkameras mit Autofokussystemen eingesetzt wird.[17] Um die automatische Scharfstellung zu beschleunigen, werden zunehmend Bildsensoren eingesetzt, die über eine integrierte Phasenvergleichsmessung verfügen und daher gleichzeitig im Live-View-Modus betrieben werden können.[18] Ferner gibt es inzwischen Kombinationen, bei denen mit Hilfe des Bildsensors sowohl eine Phasenvergleichsmessung als auch eine Kontrastmessung durchgeführt werden kann. Darüber hinaus gibt es inzwischen prädiktive Verfahren, die ausschließlich mit Hilfe von Kontrastmessung eine zielgenaue und schnelle Scharfstellung von ruhenden oder sogar bewegten Objekten ermöglichen.[19]
- Flüssigkristallbildschirme und elektronische Sucher zeigen die Bilder mit einer gewissen Verzögerung, so dass beim Schwenken oder bei sich schnell bewegenden Motiven unter Umständen nicht der richtige Bildausschnitt beziehungsweise Bildinhalt angezeigt wird.[20] Sucher mit OLED-Technik bieten inzwischen jedoch eine Bildwiederholrate von bis zu 240 Bildern pro Sekunde.[21]
- Einfache elektronische Sucher haben eine geringe Auflösung oder zeigen eine geringe Vergrößerung, die die Beurteilung des Motivs und dessen Schärfe einschränken kann.[22] Elektronische Sucher wie beispielsweise in der spiegellosen Systemkamera Panasonic Lumix DC-G9 zeigen inzwischen bei einer Bildauflösung von 3,68 Millionen Bildpunkten sogar ein größeres Sucherbild (0,83-fache Vergrößerung in Bezug auf das Kleinbildformat) als zum Beispiel der optische Sucher der Vollformat-Spiegelreflexkamera Canon EOS 6D Mark II (0,71-fache Vergrößerung).

## Spiegelreflexkameras
Bei digitalen Spiegelreflexkameras wird üblicherweise das durch das Objektiv eindringende Licht über Spiegel und Prisma umgelenkt, wodurch im optischen Sucher ein Bild entsteht. Nur beim Auslösen oder bei der Videoaufnahme wird der Spiegel weggeklappt und der Verschluss geöffnet, so dass der Bildsensor belichtet wird. Der optische Sucher ist währenddessen dunkel. Nur während dieser Zeit wird der Sensor mit Strom versorgt und erwärmt sich.
Um auch bei dieser Kameratechnik Live-View nutzen zu können, werden zwei unterschiedliche Lösungswege beschritten:
1. In der ersten digitalen Spiegelreflexkamera mit kontinuierlichem Live-View, der Olympus E-330, wird ein zweiter Bildsensor geringerer Auflösung im Strahlengang platziert. Auf diesen wird ein Teil des Lichts umgeleitet und das dort entstandene Bild auf der Flüssigkristallanzeige der Kamera dargestellt. Da sich hierbei der Spiegel in der normalen Position befindet, ist gleichzeitig das Sucherbild verfügbar. Die automatische Scharfstellung erfolgt hierbei über das klassische Phasendetektionsverfahren. In einem zweiten Modus (Makro) wird der Spiegel hochgeklappt, und der eigentliche Bildsensor liefert die Live-View-Vorschau, wobei der Autofokus mit dem langsameren Kontrastverfahren arbeitet. Wegen des hohen konstruktiven Aufwands wird diese Technik trotz einiger Vorteile nur selten eingesetzt.
2. Mit der Weiterentwicklung stromsparender CMOS-Bildsensoren hat sich bei digitalen Spiegelreflexkameras weitgehend die Technik durchgesetzt, für die Bildvorschau den eigentlichen Aufnahmesensor einzusetzen. Bei dieser Bauweise ist im Live-View-Betrieb der Spiegel ständig hochgeklappt, und das Bild wird auf einem Bildschirm angezeigt. Die Scharfstellung findet hierbei meist über Kontrastmessung statt, kann bei manchen Kameramodellen aber auch auf Phasenmessung umgestellt werden; hierzu schwingt der Spiegel für den Autofokus herunter und für das Auslösen der Aufnahme wieder hoch.

## Auf Smartphones und Tablets
Auf Smartphones und Tablet gehört der Live-View-Modus zu dem Standard der Kamerasoftware, da es kaum optische Anpassungsmöglichkeiten für die Bildkomposition gibt. Durch unterschiedliche mobile Apps lässt sich das Kamerabild im Live View-Modus mit Filtern anpassen.
Im Bereich der Augmented Reality wird der Live View-Modus zum Beispiel für die Navigation (z. B. mit Wikitude oder Google Maps) oder eine direkte Bildveränderung wie Face Swap verwendet. AR-Spiele nutzen den Live-View-Modus entweder zum Aufnehmen und Einscannen für das Spiel oder dem Projizieren von Spielelementen auf den Kamerabildschirm. Beispiele hierfür sind Die Sims FreiSpiel und Minecraft Earth.